# Dragon Quest
Dragon Quest (japanisch ドラゴンクエスト, Doragon Kuesuto) ist eine Konsolenrollenspiel-Reihe der Firma Enix (seit der Fusion mit Square dann Square Enix). Die Spiele sind hauptsächlich in Japan für verschiedene Spielkonsolen erschienen, nur einige Teile sind in den USA zunächst unter dem Namen Dragon Warrior, seit dem achten Teil Dragon Quest, veröffentlicht worden. Erfinder und Regisseur der Serie ist Yūji Horii, für das endgültige Charakterdesign ist Akira Toriyama verantwortlich. Die Musik stammt von Kōichi Sugiyama.
Bis April 2009 wurden über 47 Millionen Dragon-Quest-Einheiten verkauft. Es ist nach Final Fantasy das zweiterfolgreichste Franchise von Square Enix und die erfolgreichste Videospielreihe in Japan. Mehrere Manga- und Anime-Serien entstanden nach dem Vorbild der Spiele.

## Spiele
Neben der Hauptreihe, bei der nur Dragon Quest VII, Dragon Quest VIII, Dragon Quest IX, Dragon Quest XI und drei Neuauflagen für den Nintendo DS (Dragon Quest IV, V und VI) in Europa auf den Markt kamen, gibt es noch zahlreiche Ableger, wie beispielsweise die „Dragon Quest Monsters“-Reihe, deren erster Teil von Eidos Ende der 90er veröffentlicht wurde. 2019 kam dann der 11. Teil der Reihe auch auf die Nintendo Switch.

### Dragon Quest
Dragon Quest wurde von Chunsoft entwickelt und am 27. Mai 1986 von Enix für Famicom veröffentlicht. Ende 1986 erschienen Portierungen für Heimcomputer nach den Standards MSX und MSX2. 2004 erschien es auch als Handy-Spiel. Von dem Spiel konnten in Japan 1,5 Millionen Einheiten abgesetzt werden. Am 27. September 2019 erschien das Spiel für Nintendo Switch.

#### Spielmechanik
Dragon Quest ist, aufgrund seines Alters, ein noch recht primitives Rollenspiel. Kämpfe werden rundenbasierend ausgetragen. Nach jedem Kampf erhält man Erfahrungspunkte, durch die ggf. der Level steigt, und Gold, mit dem man Ausrüstung, Waffen und Items kaufen kann. Während des Spiels reist man durch verschiedene Orte und bekämpft währenddessen verschiedene Monster.
Aktionen werden nicht, wie bei späteren Rollenspielreihen üblich, durch das Drücken einer Taste ausgelöst, sondern müssen aus einer Reihe von Befehlen ausgewählt werden. So lässt sich z. B. eine Tür öffnen, indem man vor ihr stehend das Aktionsmenü aufruft und den Befehl „Door“ auswählt. Genau so kann man andere Figuren mit „Talk“ ansprechen und Truhen mit „Take“ öffnen. Dieses Prinzip behielt die Reihe bis Dragon Quest V bei.
Dragon Quest (I) ist ein Solorollenspiel, d. h. die Abenteuergruppe besteht nur aus dem Helden selbst, und auch die Gegner treten in den zahlreichen Zufallskämpfen immer allein auf. Im Spiel gibt es keine alternativen Fortbewegungsmittel, wie Pferde, Schiffe o. ä. Jede Reise wird zu Fuß zurückgelegt und auch die Speichermöglichkeiten sind begrenzt, da nur im Königsschloss gespeichert werden kann.

#### Handlung
Der Spieler verkörpert den Nachfahren des legendären Helden Loto (auch Roto oder Erdrick), der das Königreich vor dem grausamen Drachenlord retten soll.

### Dragon Quest II
Am 26. Januar 1987 für Famicom und MSX erschienen, am 27. September 2019 für Nintendo Switch.
In Dragon Quest II treibt ein Bösewicht namens Hargon sein Unwesen. Drei Nachfahren des Helden aus Dragon Quest I brechen daher auf, um ihn zu stoppen.
Viele Verbesserungen und Neuerungen wurden in Dragon Quest II eingearbeitet. So besteht die Heldengruppe aus drei Charakteren und auch die Gegner treten nun in Gruppen auf. Im Verlauf des Spiels erhält die Gruppe ein Schiff, um entlegene Inseln erforschen zu können. Die gesamte Welt ist deutlich größer geworden, weshalb es äußerst praktisch ist in jeder Stadt speichern zu können.
Es wurde 2,4 Millionen Mal in Japan verkauft.

### Dragon Quest I+II
Am 18. Dezember 1993 für das Super Famicom sowie am 23. September 1999 für den Game Boy Color erschienen. Das Modul enthält die ersten beiden Spiele der Serie, wobei Grafik und Sound verbessert und Spielelemente erweitert wurden. DQ I+II wurde 1,2 Millionen Mal in Japan verkauft.

### Dragon Quest III
Am 10. Februar 1988 für das Famicom, am 6. Dezember 1996 für das Super Famicom, am 8. Dezember 2000 für den Game Boy Color sowie im September 2019 für Nintendo Switch erschienen. Das Spiel ist ein Prequel zum ersten Teil.
Obwohl der Name der Hauptfigur vom Spieler frei gewählt werden kann, spielt man den aus den Legenden von Dragon Quest I bekannten Helden Loto, der, nachdem sein Vater Ortega bei der Rettung der Welt scheiterte, die letzte Hoffnung darstellt.
In Dragon Quest III finden sich erneut viele Neuerungen. Die Abenteurergruppe umfasst jetzt bis zu vier Personen, von denen drei in Tavernen vom Spieler rekrutiert und wieder entlassen werden können. Da diese jeweils über einen Beruf wie Krieger, Magier o. ä. verfügen, kann so eine Gruppe beliebig zusammengestellt werden.

### Dragon Quest IV (Die Chronik der Erkorenen)
Am 11. Februar 1990 für das Famicom sowie am 22. November 2001 für die PlayStation erschienen. Im November 2007 ist eine Version für den Nintendo DS in Japan erschienen, die auf dem PlayStation-Spiel basiert. Im September 2008 erschien diese Version auch in Deutschland.
Dragon Quest IV unterscheidet sich von allen anderen Dragon-Quest-Spielen dadurch, dass das Spiel in Kapitel gegliedert ist. Die einzelnen Kapitel stellen Miniabenteuer mit einer eigenen abgeschlossenen Geschichte und eigenen Charakteren dar. Im letzten Kapitel wird dann vom eigentlichen Helden aus den Charakteren eine Abenteuergruppe zusammengestellt und gegen das Böse zu Feld gezogen.
Durch die Gliederung in Kapitel lernt der Spieler die einzelnen Charaktere in Bezug auf Hintergrundgeschichte und Fähigkeiten sehr gut kennen.
Die PlayStation-Version unterscheidet sich von der Famicom-Version vor allem dadurch, dass in der PlayStation-Version vor dem ersten Kapitel ein kurzer Prolog existiert. In diesem Prolog erlebt der Spieler den Überfall von Monstern auf das Heimatdorf des Helden.
Dragon Quest IV verkaufte sich in Japan 3,1 Millionen Mal für das Famicom und 1,16 Millionen Mal für den Nintendo DS.

### Dragon Quest V (Die Hand der Himmelsbraut)
Dragon Quest V wurde erstmals am 22. September 1992 in Japan für das Super Famicom veröffentlicht, am 25. März 2004 folgte ein Remake für die PlayStation 2. Im Jahr 2008 erschien eine weitere Umsetzung für die tragbare Spielkonsole Nintendo DS. Diese wurde im Februar 2009 auch in Europa und den USA veröffentlicht, wodurch das Spiel erstmals offiziell außerhalb Japans erhältlich ist. Die Super-Famicom-Version verkaufte sich in Japan über 2,8 Millionen Mal.
In Dragon Quest V übernimmt der Spieler die Rolle eines Helden. Das besondere an Teil V ist, dass der Spieler von Geburt an den Weg seiner Spielfigur verfolgt und zum Teil auch Einfluss auf den weiteren Verlauf des Abenteuers hat. Dem Spieler ist nur bekannt, dass der Held als Baby mit seinem Vater umhergereist ist und etwas gesucht hat. Als der Held im Alter von sechs Jahren in sein Heimatdorf zurückkehrt, erfährt der Spieler, dass Prinz Henry entführt wurde. Der Vater des Helden beschließt ihn zu retten.
Die Abenteuer des spielergesteuerten Helden erstrecken sich über mehrere Jahre. Der Spieler verfolgt fast das gesamte Leben des Hauptcharakters, welcher zwischenzeitlich jahrelang als Sklave arbeiten muss, zu Stein verwandelt wird, aber auch heiratet, Vater wird und erfährt, was mit seiner Mutter geschehen ist.
Eine Besonderheit von Dragon Quest V ist, dass die Party nur sehr wenige Menschen beinhaltet und rekrutierte Monster den Großteil der Gruppe ausmachen. Diese treten zufällig, nachdem sie im Kampf besiegt wurden, der Gruppe bei und können sogar mit Ausrüstungsgegenständen wie Waffen und Rüstungen bedacht werden.

### Dragon Quest VI (Wandler zwischen den Welten)
Das Spiel ist am 9. Dezember 1995 für das Super Famicom erschienen. In Japan erschien am 28. Januar 2010 ein Remake auf dem Nintendo DS. Für das Super Famicom konnten 3,2 Millionen Einheiten von Dragon Quest VI abgesetzt werden.
Der Held, der Kronprinz des Königreichs Somnia, versucht in diesem Dragon-Quest-Abenteuer, mit seinen beiden Freunden den bösen Mordar zu stürzen. Als er jedoch in Mordars Schloss ankommt und vor ihm steht, werden er und seine Freunde an drei verschiedene Orte geschickt. Als er aus seinem Bett fällt, hält er alles für einen Traum. Als er später bei einem Volksfest von der „Herrin des Berges“ aufgefordert wird, die Welt zu retten, begibt er sich auf eine Reise, im Laufe derer er seine Vergangenheit erfährt und viele Gefährten, mit denen er teilweise schon gegen Mordar kämpfte, findet. Letztendlich besiegt er mit seinen Gefährten auch „Mortamor“, den „Erzfeind“.
In Deutschland erschien es am 20. Mai 2011.

### Dragon Quest VII (Fragmente der Vergangenheit)
Am 26. August 2000 in Japan und am 1. November 2001 im nordamerikanischen Raum erschienen. Im Oktober 2012 kündigte Square Enix ein Remake von Dragon Quest VII für den Nintendo 3DS an, das schließlich dann im Februar 2013 in Japan erschien; und 2016 in Europa veröffentlicht wurde.
Dragon Quest VII handelt von der Suche des unbenannten Helden nach den verschwundenen Ländern seiner Welt. Zu Beginn lebt er auf einer kleinen Insel, die von einem kleinen Königreich bevölkert wird. Bei der Erkundung der verbotenen Ruinen in der Nähe seines Fischerdorfes entdeckt er Portale in eine unbekannte Welt.
Im Verlauf des Spiels stellt sich heraus, dass diese fremde Welt eine vergangene Version der verschollenen Welt ist. Durch die Lösung der Probleme der Bewohner und das Sammeln von Artefakten gelingt es dem Helden und seinen Freunden Stück für Stück diese Welt zurück in die Gegenwart zu holen.

### Dragon Quest VIII (Die Reise des verwunschenen Königs)
Am 27. November 2004 für die PlayStation 2 erschienen, am 13. April 2006 als erster Teil der Serie auch in Europa. Die hierfür lokalisierte Fassung trägt die Bezeichnung „Dragon Quest: Die Reise des verwunschenen Königs“ ohne Zahl im Titel. Im Englischen (UK) heißt das Spiel: Dragon Quest: The Journey of the Cursed King. Sie unterscheidet sich vom japanischen Original unter anderem durch eine Neuvertonung und einem vom Tokyo Metropolitan Symphony Orchestra eingespielten Soundtrack. Bis zum Juni 2006 konnten 400.000 Kopien des Spieles in Europa abgesetzt werden. In Japan wurde das Spiel bisher 3,6 Millionen Mal verkauft.
In der Geschichte von Dragon Quest VIII geht es um einen namenlosen Helden, welcher mit einem kleinen grünen Troll und einer Pferdekutsche herumreist. Der Troll und das Pferd sind in Wahrheit ein König namens Trode und seine Tochter Prinzessin Medea. Der Held war vor dem Anschlag, der den König zu einem Monster gemacht hat, in der königlichen Garde, jetzt ist er auf der Suche nach Dhoulmagus, dem Hofnarren der den König und die Prinzessin mithilfe eines verfluchten Zepters verzaubert hat. Auf seiner Reise trifft er Angelo, einen Tempelritter, Yangus, einen ehemaligen Banditen und Jessica, die aus einem reichen Elternhaus stammt. Angelo und Jessica sind auf der Suche nach Dhoulmagus, um sich an ihm zu rächen. Yangus verdankt dem Helden sein Leben. Er wurde gerettet, obwohl er versucht hatte die Gruppe zu überfallen.
Teil acht ist dafür bekannt, die umfangreichste Handlung und größte Spielwelt aller Dragon-Quest-Teile zu besitzen.

### Dragon Quest IX (Hüter des Himmels)
Dragon Quest IX: Hoshizora no Mamoribito (ドラゴンクエストIX 星空の守り人, Doragon Kuesuto IX: Hoshizora no Mamoribito, dt. „Dragon Quest IX: Hüter des Himmels“) ist der neunte Ableger der „Dragon Quest“-Reihe. Er wurde von Level-5 entwickelt und von Square Enix vertrieben.
Am 19. August 2006 bestätigte der „Dragon Quest“-Komponist Koichi Sugiyama, dass sich Dragon Quest IX in Entwicklung befindet. Am 12. Dezember 2006 wurde während einer Pressekonferenz anlässlich des 20-jährigen Jubiläum des „Dragon Quest“-Franchises angekündigt, dass Dragon Quest IX exklusiv für den Nintendo DS erscheinen werde. Dies macht ihn zum ersten Teil der Hauptserie, der zunächst ausschließlich für eine Handheld-Konsole erschien. Am 12. Februar 2009 gab Square Enix bekannt, dass die Veröffentlichung von Dragon Quest IX in Japan vom 28. März auf den 11. Juli 2009 verschoben wird. Es war bereits die zweite Verschiebung, nachdem Dragon Quest IX ursprünglich schon 2008 erscheinen sollte. Als Grund gab man schwerwiegende Fehler im Spiel an, die weitere Zeit zur Behebung benötigen.
Dragon Quest IX spielt im Königreich der Himmlischen (Observatorium), das rund um den Weltenbaum Yggdrasil errichtet wurde, und dem Königreich der Menschen (Sterblichen), genannt „Protektorat“, von lat. „protegere“ – (be)schützen. Der Held ist einer dieser Himmlischen, verliert aber zu Beginn des Spiels diesen Status und muss sich ins Reich der Menschen begeben. Während des Spiels erhält der Held, wie in vorherigen Teilen der Rollenspielserie auch, ein Schiff und den „Sternenexpress“, mit dem der Held zwischen einzelnen Orten reisen kann. Ziel des Spiels ist es, die Fyggen, die nur am Weltenbaum Yggdrasil wachsen, zu finden und sicher bei den Himmlischen im Observatorium zu lagern, ehe sie dem berüchtigten Großbrutalischen Imperium, welchem durch den alles Sterbliche hassenden, ehemaligen Himmlischem Corvus mithilfe der Bestie Barbarus neues Leben eingehaucht wurde, in die Hände fallen. Als Corvus das Imperium wiedererweckte, hauchte er ebenfalls den drei Hauptmännern Grunz, Kauz und Katz wieder Leben ein, die gemeinsam das „Triumtierrat“ bilden, welches wohl an das „Triumvirat“ des römischen Herrschers Gaius Julius Caesar angelehnt ist. Nachdem der Ausbilder (Aquilia) des Protagonisten eines Tages beschließt, dem König von Großbrutalien, Gottfried, die Fyggen zu überreichen, um so vermeintlich die Sterblichen zu retten, hintergeht der König ihn und der Protagonist muss König Gottfried stoppen, ehe es diesem gelingt, die Macht der Fyggen zu missbrauchen. Wenn dem Protagonisten dies gelungen ist, steht er dann vor dem alles entscheidenden Kampf mit Corvus, der verkündigt, dass, nachdem er den Allmächtigen bezwungen hat, das Ende aller Dinge gekommen sei.
Seit Mitte Dezember 2009 ist Dragon Quest IX das meistverkaufte Spiel der Dragon-Quest-Serie. Square Enix hat den Verkauf von zwischenzeitlich 4,15 Millionen Exemplaren eigens in einer Pressemitteilung bekanntgegeben. Diese Zahl bedeutete, dass Dragon Quest VII um 100.000 Einheiten überholt wurde, das bis dahin die Bestmarke gehalten hatte. Am 23. Juli 2010 wurde das Spiel auch in Deutschland veröffentlicht. Insgesamt verkaufte sich Dragon Quest IX über 5,3 Millionen Mal.

### Dragon Quest X (The Awakening of the Five Tribes)
Bei einer Pressekonferenz erklärte Nintendos damaliger CEO Satoru Iwata, man sei sehr zufrieden mit Dragon Quest IX für den Nintendo DS. Daraufhin warf Dragon-Quest-Schöpfer Yuji Horii ein, er sei gespannt auf die Zufriedenheit Iwatas, wenn Ende 2010 Dragon Quest X für die Nintendo Wii erscheinen werde. Dies war die erste offizielle Ankündigung zum zehnten Teil der Serie.
Dragon Quest X erschien sowohl für Nintendo Wii als auch deren Nachfolgekonsole Nintendo Wii U. Anders als die Vorgänger, ist Dragon Quest X ein MMORPG. Spielern beider Konsolengenerationen stehen dieselben Server zur Verfügung, der Online-Dienst kostet einen monatlichen Abo-Preis. Die Spieler können sich über vorgefertigte Sätze oder mit dem Eingeben von eigenen Sätzen über USB-Tastatur unterhalten. Über eine Version, die nach Europa kommt ist derzeit noch nichts bekannt.

### Dragon Quest XI (Streiter des Schicksals)
Am 12. Juni 2014 gab Yuji Horii in einem Radio-Interview mit N-Channel bekannt, dass sich Dragon Quest XI in Entwicklung befinde und man auf eine Veröffentlichung bis zum 30. Geburtstag der Serie im Jahr 2016 hinarbeite. Ferner ließ er verlauten, dass der Teil auf einem großen Bildschirm spielbar sein solle, was für eine Heimkonsole als Plattform spricht. Im Juli 2017 erfolgte in Japan die Veröffentlichung für die PlayStation 4 und Nintendo 3DS. Die PS4-Fassung sowie eine Portierung für Steam erschien in Europa im September 2018. Am 27. September 2019 ist eine erweiterte Version des Spiels („Dragon Quest XI S: Streiter des Schicksals – Definitive Edition“) für die Nintendo Switch erschienen, die unter anderem einen 16-Bit-Modus und einen orchestrierten Soundtrack enthält. Die erweiterte Version erschien im Dezember 2020 auch für PlayStation 4 und PC sowie mit der Xbox-One-Version erstmals in der Serienhistorie auch auf einer Konsole der Xbox-Familie.

## Ableger

### Dragon Quest Monsters
Dragon Quest Monsters wurde von TOSE entwickelt und von Enix (heute: Square Enix) herausgegeben. Im April 2000 erschien das Spiel u. a. in Deutschland.

### Dragon Quest Monsters: Joker
Am 28. Dezember 2006 ist in Japan der Ableger Dragon Quest Monsters: Joker für den Nintendo DS erschienen. Das Spiel wurde bisher 1,47 Millionen Mal verkauft. Am 6. November 2007 erschien es ebenfalls in den USA. Am 11. März 2008 ist es dann in Deutschland und im restlichen Europa erschienen. Es geht um einen Jungen, der an einem großen Turnier teilnimmt, um herauszufinden, was es mit der Veranstaltung auf sich hat. Mittlerweile gibt es einen zweiten Teil (Joker 2).

### Dragon Quest Monsters: Joker 2
Am 7. Oktober 2011 ist Dragon Quest Monsters: Joker 2 für den Nintendo DS erschienen.
Außerdem erschien am 3. März 2011 die Dragon Quest Monsters: Joker 2 Professional Edition. Diese Edition erschien aber nur in Japan. In ihr gibt es neue Monster und neue Gebiete.

### Dragon Quest Swords
Dragon Quest Swords: Masked Queen and the Tower of Mirrors (OT: jap. ドラゴンクエストソード 仮面の女王と鏡の塔, Doragon kuesuto sôdo: Kamen no joô to kagami no tô) ist, im Gegensatz zu den anderen Spielen der Serie, ein Actionspiel mit First-Person-Ansicht und wurde als Exklusivtitel für den Nintendo Wii produziert. Der Wii-Controller ist im Spiel stark eingebunden; so kann der Spieler mit dem Wiimote-Controller Schwerthiebe simulieren. Der Titel erschien am 12. Juli 2007 in Japan und verkaufte sich in der Erstwoche über 305.000 Mal. Anfang 2008 erschien das Spiel in den USA und am 9. Mai 2008 in Europa.

### Dragon Quest Battle Road
Dragon Quest Battle Road erscheint nicht wie gewohnt für eine Heimkonsole, sondern für Spielautomaten. In diesem Teil treten in einer Arena bekannte Dragon-Quest-Monster gegeneinander an, wobei Spieler weitere Monster mittels Sammelkarten freischalten können, die durch den Automaten eingelesen werden. Eine Umsetzung für die Wii erschien nicht außerhalb Japans.

### Dragon Quest Wars
Dragon Quest Wars erschien 2009 als herunterladbares Spiel im Nintendo-DSi-Shop. Im Spiel kämpft man mit bekannten Monstern der Dragon-Quest-Reihe in traditionellen rundenbasierenden Gefechten.

### Dragon Quest Builders
Dieser Ableger der Dragon Quest Reihe spielt in einer alternativen Zeitlinie. In diesem Szenario wurde das Königreich zerstört und die wenigen Überlebenden sichern sich ihre Existenz mit dem Plündern der Ruinen. Der Spieler kann in dieser Ödnis durch Vorstellungskraft und Kombination die Welt wieder nach seinen Vorstellungen aufbauen. Das Spiel erschien am 14. Oktober 2016 für die PlayStation 4 und die PlayStation Vita. Auf der Gamescom 2016 konnte man schon einen Blick auf das Gameplay werfen. Am 9. Februar 2018 wurde das Spiel ebenfalls für die Nintendo Switch veröffentlicht. Mit Dragon Quest Builders 2 erschien 2018 ein Nachfolger.

### Weitere Ableger
- Dragon Quest Monsters 2: Cobi’s Journey, Game Boy Color, 2001 (USA)
- Dragon Quest Monsters 2: Tara’s Adventure, Game Boy Color, 2001 (USA)
- Dragon Quest Monsters 1+2, PlayStation, Mai 2002 (Japan)
- Dragon Quest Monsters: Caravan Heart, Game Boy Advance, 29. März 2003 (Japan)
- Dragon Quest Monsters: Joker 2, 28. April 2010 (Japan)
- Slime MoriMori Dragon Quest: Shōgeki no Shippo Dan, Game Boy Advance, 14. November 2003 (Japan)
- Dragon Quest Heroes: Rocket Slime, Nintendo DS, 1. Dezember 2005 (Japan)
- Dragon Quest Heroes II: PlayStation 4, PlayStation 3, PlayStation Vita, Nintendo Switch, Microsoft Windows, Mai 2016 (Japan) und April 2017 (weltweit)
- Torneko no Daibōken: Fushigi no Dungeon, Super Famicom, 19. September 1993 (Japan)
- Torneko: The Last Hope, PlayStation, 15. September 1999 (Japan)
- Torneko’s Great Adventure 3: Mysterious Dungeon, PlayStation 2 und Game Boy Advance, 31. Oktober 2002 (Japan)
- Dragon Quest: Shōnen Yangus to Fushigi no Dungeon, PlayStation 2, 20. April 2006 (Japan)
- Dragon Warrior I & II, Super Famicom und Game Boy Color, 18. Dezember 1993 (Japan) und 27. September 2000 (USA)
- Kenshin Dragon Quest: Yomigaerishi Densetsu no Ken, 19. September 2003 (Japan)

## Manga- und Anime-Serien

### Dragon Quest
Die Anime-Serie „Dragon Quest: Abel Yuusha“ erschien 1990 und basierte lose auf Dragon Quest III. Sie diente gleichzeitig als Merchandising für den vierten Teil der Spiele-Serie. Wie die Spiele kommt diese Serie von Yūji Horii und Akira Toriyama. Die Serie wurde nach sechs Monaten wegen zu geringer Zuschauerquoten eingestellt.

### Dai no Daibōken
Die 37-bändige Manga-Serie Dragon Quest: Dai no Daibōken erschien von 1989 bis 1996 in der Zeitschrift „Shōnen Jump“. Zeichner der Serie ist Koji Inada, Texter ist Riku Sanjo. 1991 wurde die Serie als Anime und in drei Filmen umgesetzt.

### Gaiden: Roto no Monshou
Die 21-bändige Manga-Serie „Dragon Quest – Gaiden: Roto no Monshou“ erschien in „Monthly GANGAN“ von 1991 bis 1997. Zeichner ist Kamui Fujiwara, die Texte stammen von Chiaki Kawamata und Junji Koyanagi.

### Maboroshi no Daichi
Diese Manga-Serie, erscheinend in „Monthly GANGAN“, basiert auf Dragon Quest VI.

### Eden no Senshi-tachi
Diese Serie erscheint ebenfalls bei GANGAN Comics, der Zeichner ist wieder Kamui Fujiwara. Es verkaufte sich 2006 4,14 Millionen Mal.

## Soundtracks
Es gibt eine große Auswahl an Dragon-Quest-Merchandise. So auch dutzende Soundtracks. Mehrere Versionen sind für jedes Spiel erhältlich. Bisher ist noch keiner der Soundtracks in Deutschland erschienen.
- Dragon Quest I & II – Orchestra
- Symphonic Suite: Dragon Quest II
- Dragon Quest I, II & III
- Dragon Quest III
- Dragon Quest III – Orchestra Version
- Symphonic Suite: Dragon Quest III
- Dragon Quest IV – Orchestra Version
- Symphony: Suite Dragon Quest
- Sora to Umito Daichi to
- Michibikareshi Monotachi
- Dragon Quest V – Orchestra Version
- Dragon Quest V Symphonic Suite
- Dragon Quest VI – Orchestra Version
- Dragon Quest VII
- Dragon Quest VII – on Piano
- Dragon Quest VIII
- Dragon Quest – The Best
- Symphony Suite Dragon Quest – The Best 2
- String Quartet: Dragon Quest
- Dragon Quest: Brass Quintet
- Dragon Quest Game Ongaku Daize
- Dragon Quest – Game Music Comp
- Symphonic Dragon Quest Complete
- Dragon Quest Concert in 2002